# Land Rover Freelander
Der Land Rover Freelander ist ein PKW-Modell der Geländewagen-Marke Land Rover. Das Fahrzeug wurde Anfang 1998 eingeführt und bis Ende 2014 in zwei Generation angeboten. Die letzte Modellpflege erfolgte im Herbst 2012, bei der auch der Innenraum aufgewertet wurde.
Der Freelander wurde am 28. Februar 2015  durch ein neues Modell mit der Bezeichnung Discovery Sport ersetzt.

## Freelander (Typ LN, 1997–2006)
Im Herbst 1997 stellte Land Rover den Freelander als kleinstes Fahrzeug des Herstellers vor. Es war im Gegensatz zu den Modellen Land Rover Discovery und Land Rover Defender kein vollwertiger Geländewagen, sondern ein SUV. Seine Markteinführung erfolgte Anfang 1998.
Als sogenannter „Softroader“ war der Freelander das erste SUV des britischen Unternehmens und begründete diese neue Fahrzeuggattung mit. Er war in der ersten Generation als Dreitürer Soft / Hard-Top und als Fünftürer lieferbar.
Ende 2003 wurde der Freelander optisch überarbeitet, was an einem geänderten Kühlergrill, Frontscheinwerfern, Front- und Heckschürzen sowie modifizierten Heckleuchten zu erkennen war.
Der Freelander war in seiner ersten Generation bis 2004 das meistverkaufte SUV in Europa und bis zu seinem Produktionsende im Herbst 2006 auch das meistverkaufte SUV in Großbritannien.

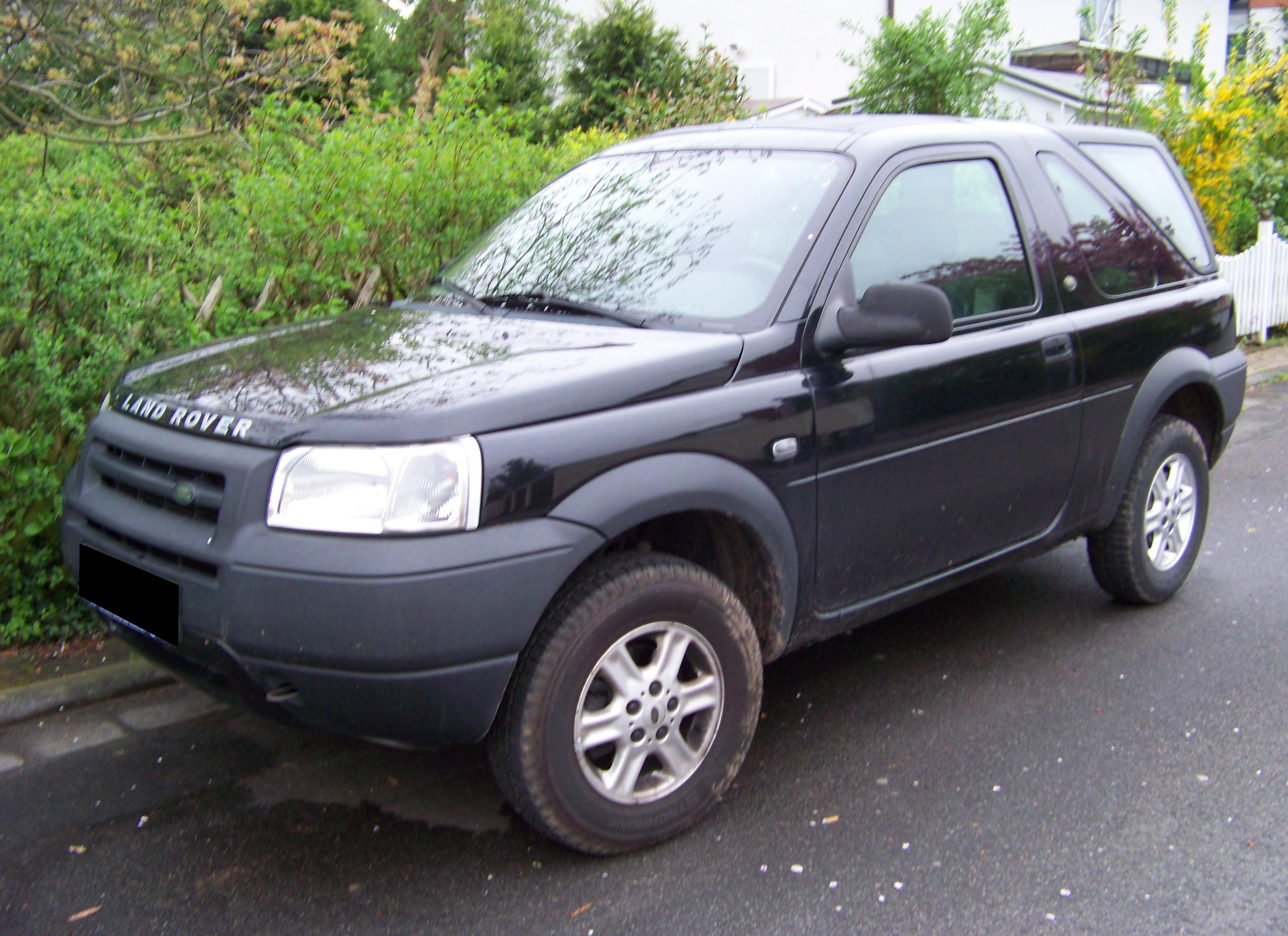
Freelander (1997–2003)
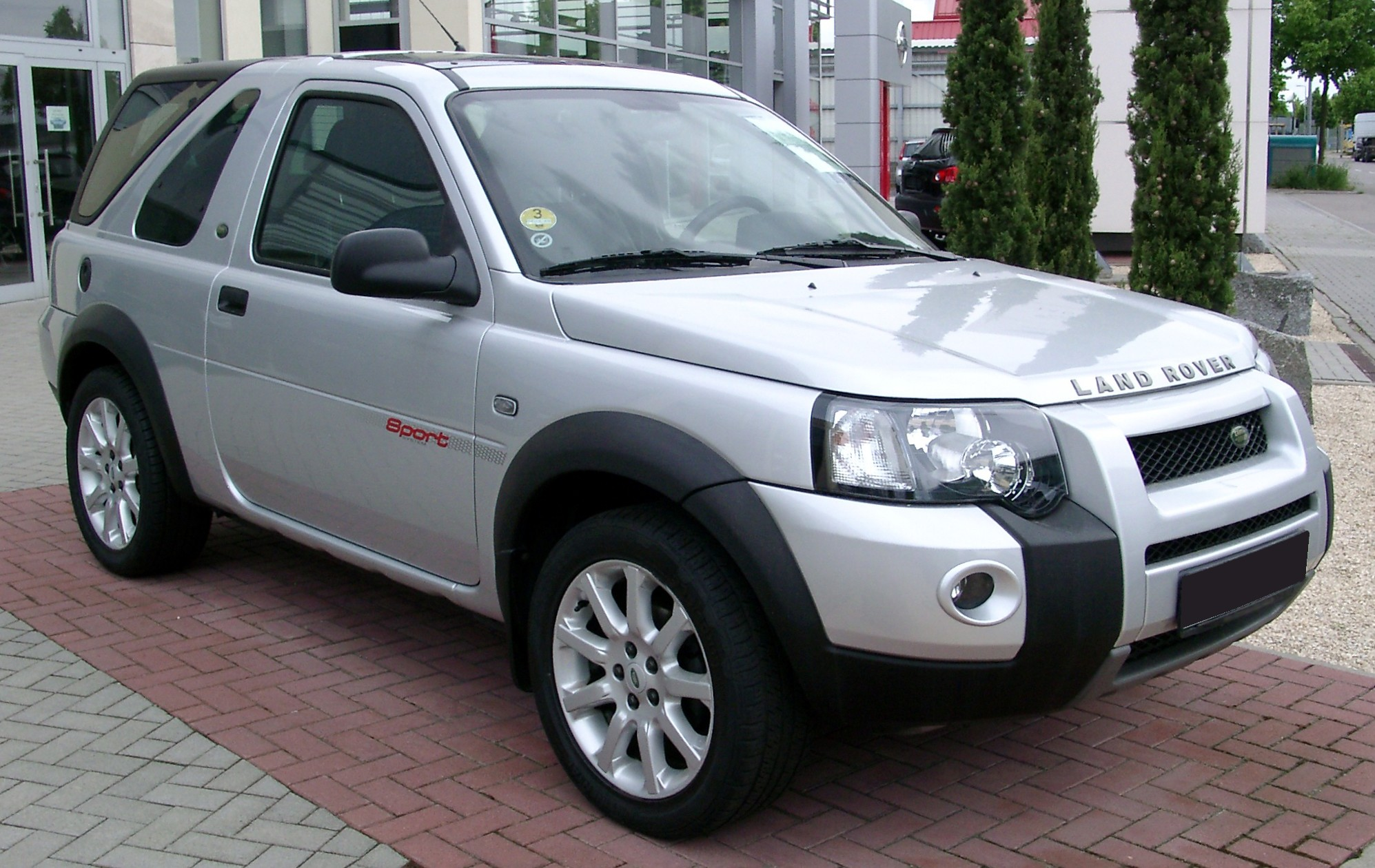
Freelander (2003–2006)
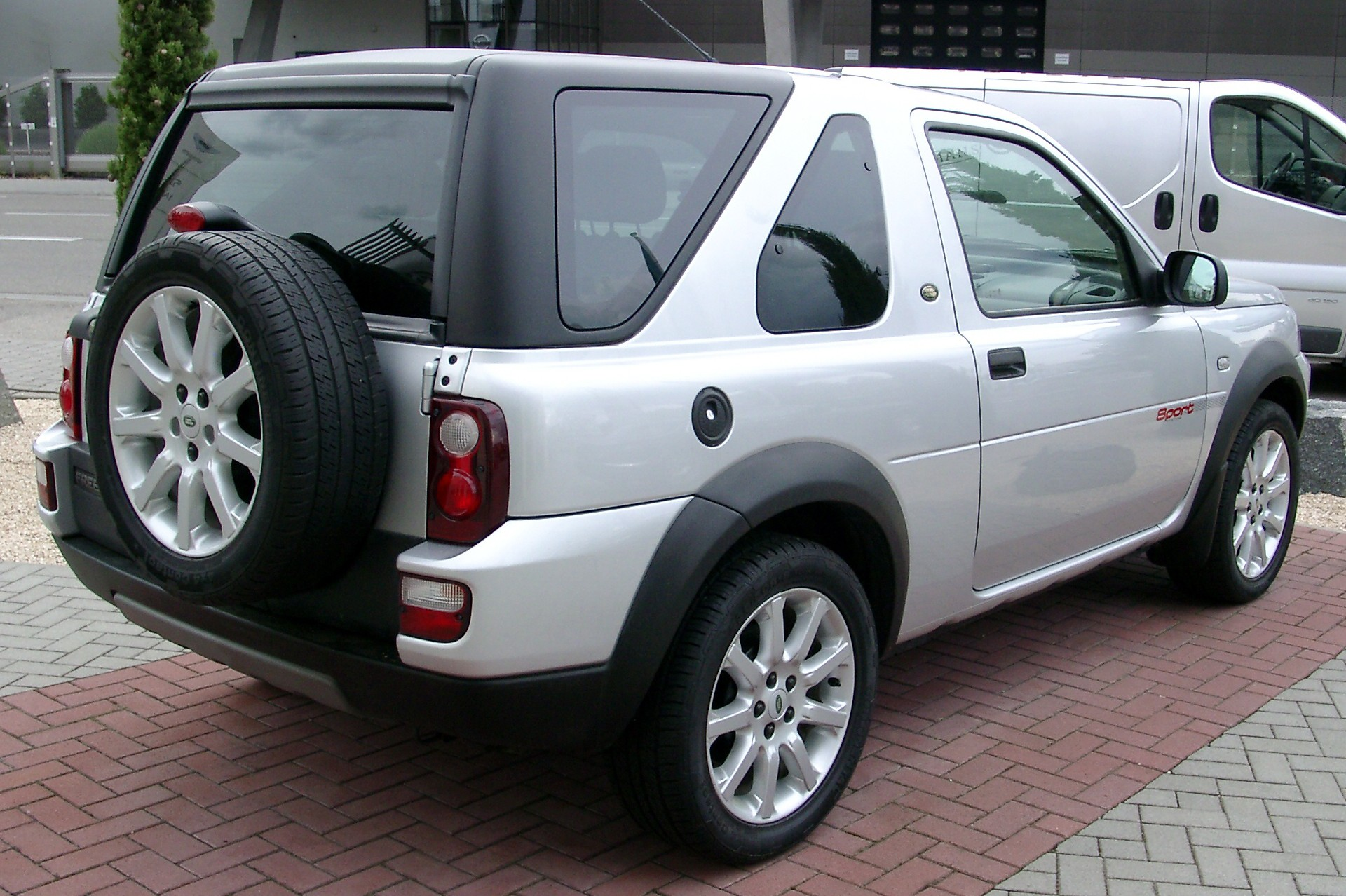
Freelander (2003–2006)

### Motoren

#### Ottomotoren
| Modell | Hubraum  | Motorbauart | Leistung        | Motorbaureihe  | Bauzeit         |
| ------ | -------- | ----------- | --------------- | -------------- | --------------- |
| 1.8    | 1786 cm³ | R4          | 86 kW (117 PS)  | Rover K-Series | 10/1997–10/2006 |
| 2.5 V6 | 2497 cm³ | V6          | 130 kW (177 PS) | Rover KV6      | 11/2000–10/2006 |

#### Dieselmotoren
| Modell  | Hubraum  | Zylinder | Leistung       | Motorbaureihe  | Bemerkung     | Bauzeit         |
| ------- | -------- | -------- | -------------- | -------------- | ------------- | --------------- |
| 2.0 Di  | 1994 cm³ | R4       | 72 kW (98 PS)  | Rover L-Series |               | 10/1997–11/2000 |
| 2.0 TD4 | 1951 cm³ | R4       | 80 kW (109 PS) | BMW M47        | nur Automatik | 03/2001–10/2006 |
| 2.0 TD4 | 1951 cm³ | R4       | 82 kW (112 PS) | BMW M47        |               | 11/2000–10/2006 |

## Freelander (Typ LF, 2006–2014)
Seit Oktober 2006 war der Freelander in der zweiten Generation mit je einem Dieselmotor und einem Ottomotor erhältlich. Im Mai 2007 startete der Verkauf auch in Deutschland. Das Fahrzeug war ausschließlich als Fünftürer lieferbar.
Der Dieselmotor mit einem Hubraum von 2179 cm³ leistete 110 kW (150 PS) bis 140 kW (190 PS) und erzeugte ein Drehmoment von 420 Nm, er war wahlweise mit Schalt- oder Automatikgetriebe lieferbar. Der Ottomotor mit einem Hubraum von 3192 cm³ leistete 171 kW (233 PS) und wurde serienmäßig mit einem 6-Stufen-Automatikgetriebe von Aisin-Warner geliefert.
Seit Mai 2009 zählte bei allen Diesel-Versionen mit Schaltgetriebe eine Start-Stopp-Automatik zum Basisumfang.

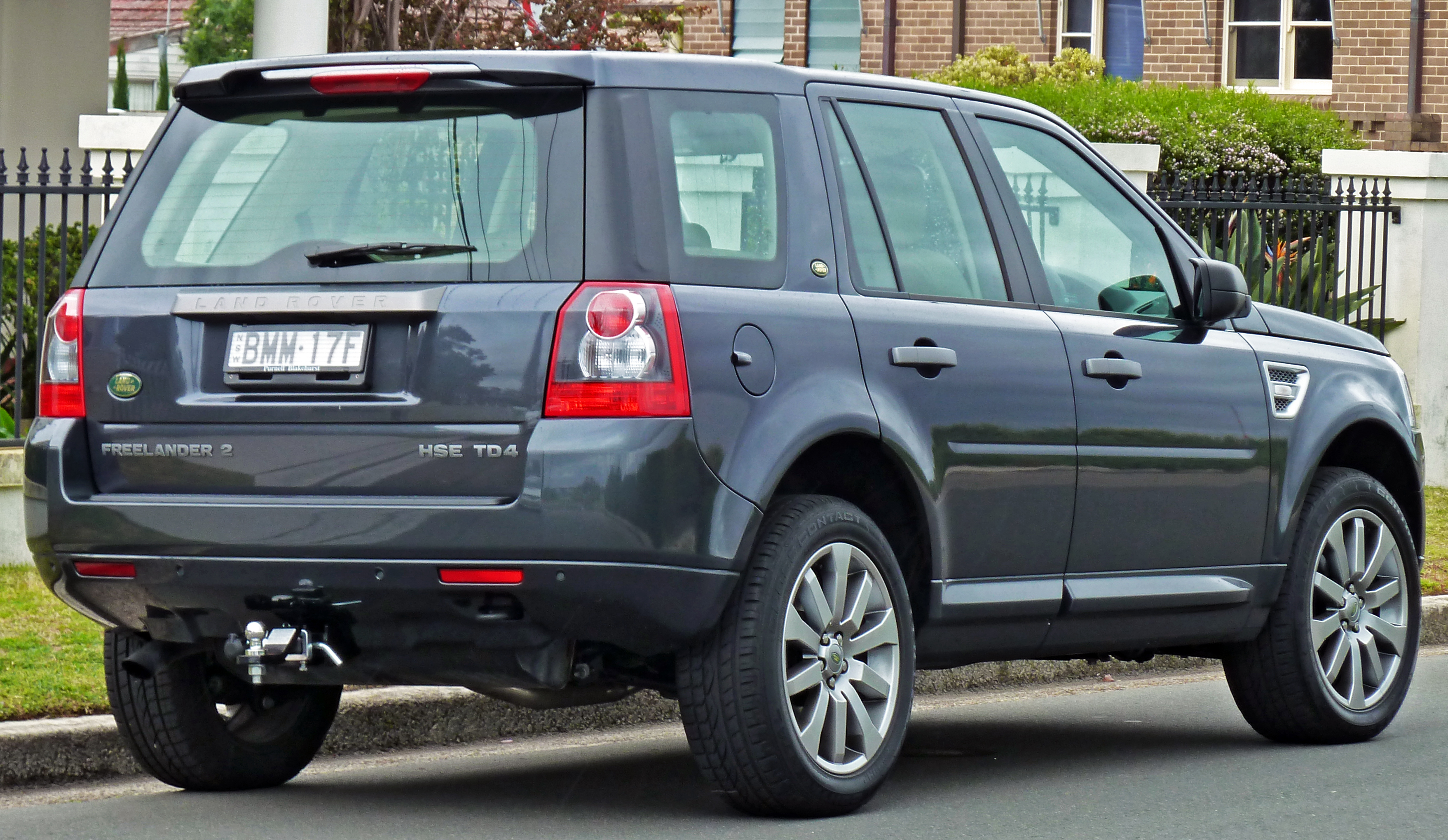
Heckansicht
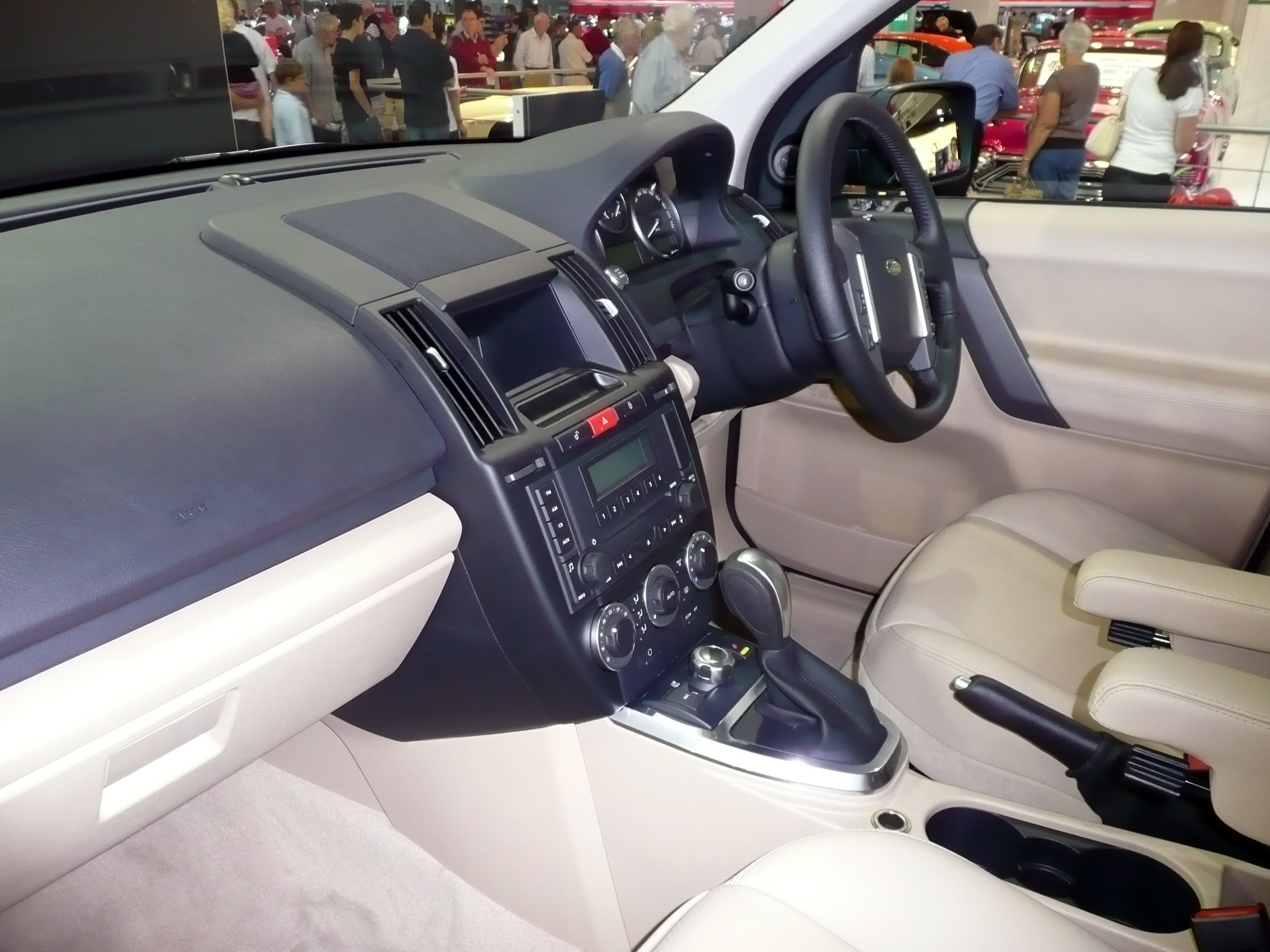
Cockpit

### Modellpflege
Im August 2010 wurden die Dieselmotoren mit 110 kW (150 PS) (2,2 TD4) und 140 kW (190 PS) (2,2 SD4) auf die Euro-5-Norm umgestellt sowie Maßnahmen durchgeführt die das Ziel hatten den Kraftstoffverbrauch zu senken. Außerdem wurde zeitgleich eine Modellpflege durchgeführt, was an neuen Stoßfängern und einem geänderten Kühlergrill zu erkennen war.

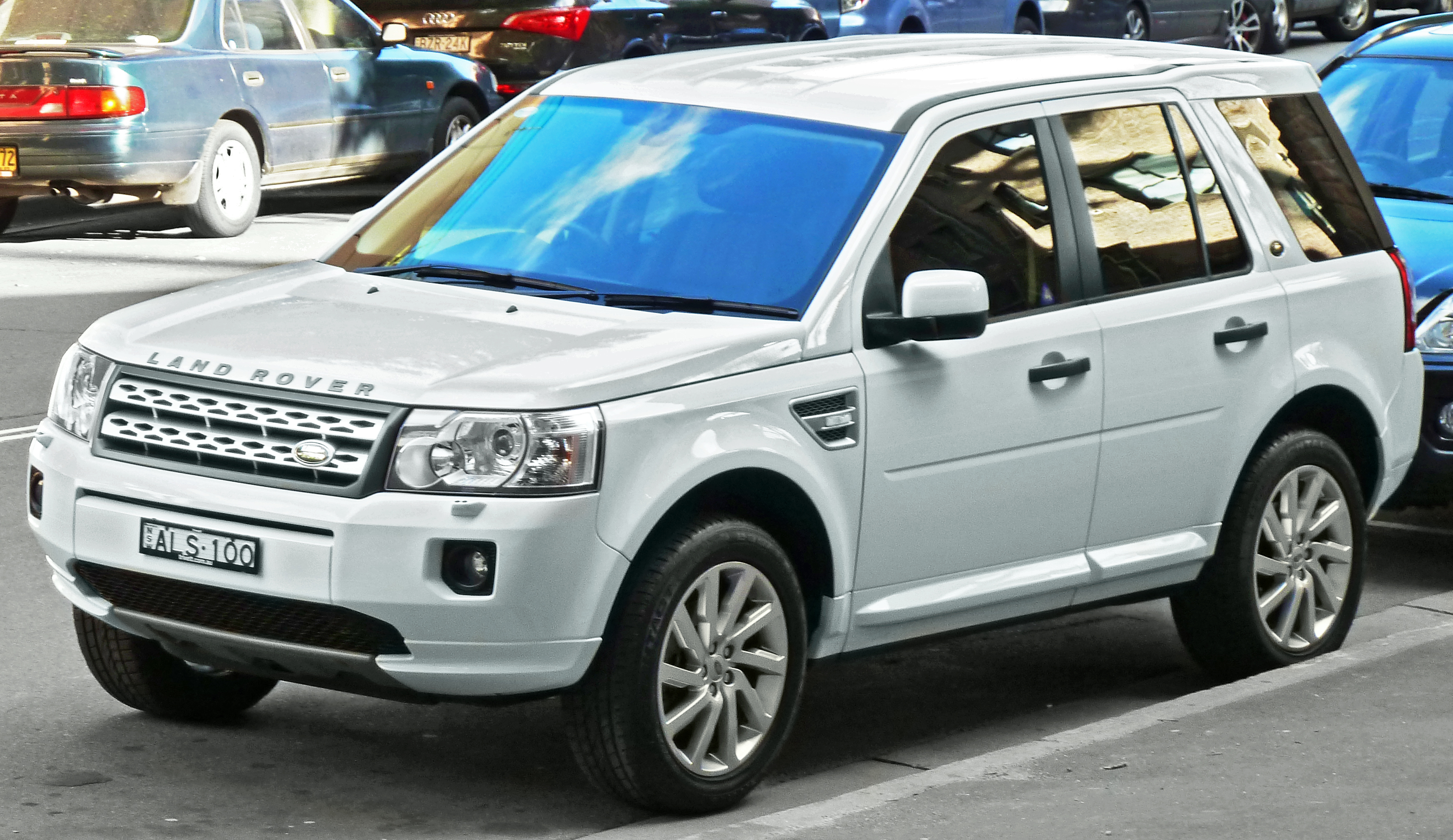
Land Rover Freelander 2 (2010–2012)

Im Herbst 2012 bekam der Freelander ein weiteres Facelift. Nun wurde der 171 kW (233 PS) starke 3,2-Liter-R6 durch ein Vierzylinder-Turbo-Aggregat mit 177 kW (241 PS) von Ford ersetzt. Der Innenraum wurde deutlich aufgewertet und die Scheinwerfer sowie die Heckleuchten bekamen ein neues Layout.

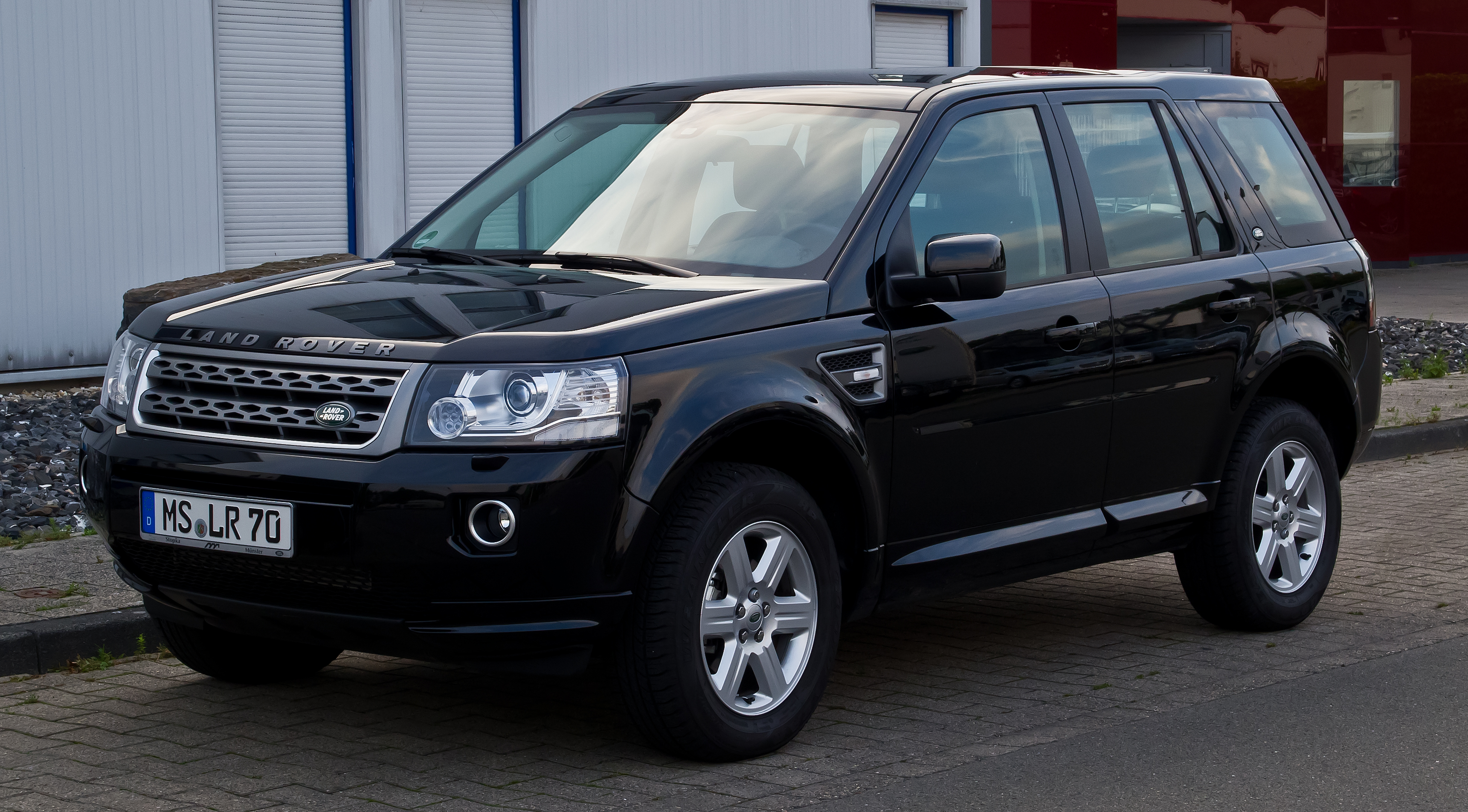
Land Rover Freelander 2 (2012–2014)
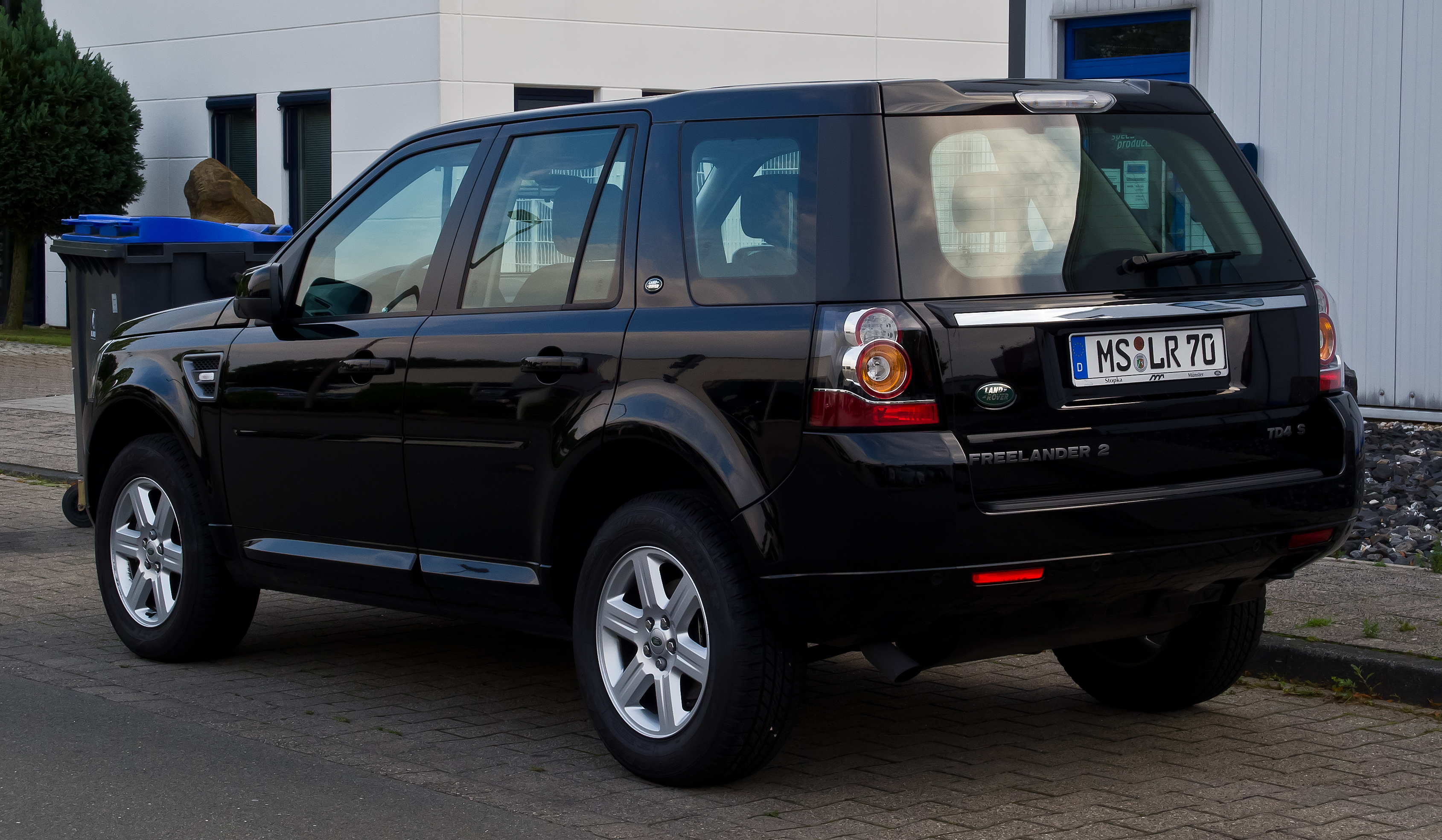
Heckansicht

Im November 2014 lief die Produktion des zweiten Freelander aus.

### Technische Daten
| Modell                            | i6                 | Si4                | TD4                   | TD4                   | SD4                |
| --------------------------------- | ------------------ | ------------------ | --------------------- | --------------------- | ------------------ |
| Bauzeit                           | 10/2006–11/2012    | 11/2012–11/2014    | 10/2006–07/2010       | 07/2010–11/2014       | 07/2010–11/2014    |
| Motor                             | Ottomotor          | Ottomotor          | Dieselmotor           | Dieselmotor           | Dieselmotor        |
| Zylinderzahl                      | 6                  | 4                  | 4                     | 4                     | 4                  |
| Aufladung                         | –                  | Abgasturbolader    | Abgasturbolader       | Abgasturbolader       | Abgasturbolader    |
| Hubraum (cm³)                     | 3192               | 1999               | 2179                  | 2179                  | 2179               |
| Max. Leistung (kW (PS)) bei min−1 | 171 (233) bei 6300 | 177 (241) bei 5500 | 112 (152) bei 4000    | 110 (150) bei 4000    | 140 (190) bei 3500 |
| Max. Drehmoment (Nm) bei min−1    | 317 bei 3200       | 340 bei 1750–3200  | 400 bei 2000          | 420 bei 1750          | 420 bei 1750       |
| Höchstgeschwindigkeit (km/h)      | 200                | 200                | 181                   | 181                   | 190                |
| Beschleunigung 0–100 km/h (s)     | 8,9                | 8,8                | 11,7 (11,2)           | 11,7 (11,2)           | 9,5                |
| Getriebe (serienmäßig)            | 6-Stufen-Automatik | 6-Stufen-Automatik | 6-Gang-Schaltgetriebe | 6-Gang-Schaltgetriebe | 6-Stufen-Automatik |
| Getriebe (optional)               | −                  | −                  | 6-Stufen-Automatik    | 6-Stufen-Automatik    | −                  |
| Kraftstoff                        | Benzin             | Benzin             | Diesel                | Diesel                | Diesel             |
| Kraftstoffverbrauch (l/100 km)    | 10,7               | 9,6                | 7,3 (8,5)             | 6,2 (7,0)             | 7,0                |
| CO2-Emissionen (g/km)             | 255                | 224                | 179                   | 165 (185)             | 185                |
| Tankinhalt (l)                    | 70                 | 70                 | 68                    | 68                    | 68                 |

- Werte in Klammer gelten für Automatikgetriebe